# Catenicellidae
Catenicellidae zijn een familie van mosdiertjes uit de orde Cheilostomatida en de klasse van de Gymnolaemata.

## Geslachten
- Bryosartor Gordon & Braga, 1994
- Calpidium Busk, 1852
- Catenicella de Blainville, 1830
- Claviporella MacGillivray, 1887
- Cornuticella Canu & Bassler, 1927
- Cornuticellina Stach, 1935
- Costaticella Maplestone, 1899
- Cribricellina Canu & Bassler, 1927
- Orthoscuticella Wass & Yoo, 1976
- Paracribricellina Wass & Yoo, 1976
- Plagiopora MacGillivray, 1895
- Pterocella Levinsen, 1909
- Scalicella Harmer, 1957
- Scuticella Levinsen, 1909
- Strongylopora Maplestone, 1899
- Strophipora MacGillivray, 1895
- Talivittaticella Gordon & d'Hondt, 1985
- Terminocella Harmer, 1957
- Vasignyella Gordon, 1989

Niet geaccepteerde geslachten:
- Carinatocella Stach, 1935 → Pterocella Levinsen, 1909
- Costaticellina Stach, 1934 → Costaticella Maplestone, 1899
- Costicella Levinsen, 1909 → Costaticella Maplestone, 1899
- Plicopora MacGillivray, 1895 → Costaticella Maplestone, 1899